# Miro Barišić
Miro Barišić (26. travnja 1977.) je hrvatski rukometaš. 
Za seniorsku reprezentaciju igrao je na Mediteranskim igrama 1997. godine.